# A magyar állam tulajdonában álló műemlékek listája Komárom-Esztergom vármegyében
Az alábbi lista a Komárom-Esztergom vármegyében található, magyar állam tulajdonában álló, országos műemléki védettségű ingatlanokat tartalmazza.
 Az alábbi műemléki lista a Magyar Nemzeti Vagyonkezelő Zrt. nyilvántartásának 2013. szeptemberi állapotán alapul, az oldal tartalma csupán tájékoztató jellegű! Az országos műemléki nyilvántartás közhiteles forrása a Lechner Lajos Tudásközpont.
|  | Bővebben: Pálos kolostor (Pilisszentlélek) |

|  | Bővebben: Pálos kolostor (Pilisszentlélek) |

|  | Bővebben: komáromi erődrendszer |

|  | Bővebben: komáromi erődrendszer |

|  | Bővebben: komáromi erődrendszer |

|  | Bővebben: majki műemlékegyüttes |

|  | Bővebben: majki műemlékegyüttes |

|  | Bővebben: majki műemlékegyüttes |

|  | Bővebben: majki műemlékegyüttes |

|  | Bővebben: majki műemlékegyüttes |

|  | Bővebben: majki műemlékegyüttes |

|  | Bővebben: majki műemlékegyüttes |

|  | Bővebben: majki műemlékegyüttes |

|  | Bővebben: Vértesszentkereszti apátság |

|  | Bővebben: Esterházy-kastély (Tata) |

|  | Bővebben: Tatai vár |

|  | Bővebben: Komárom-Esztergom Megyei Levéltár |

|  | Bővebben: Magyar Környezetvédelmi és Vízügyi Múzeum |

|  | Bővebben: Vitányvár |